# Угринов (Ивано-Франковская область)
Угри́нов (укр. Угринів) — село в Ивано-Франковском районе Ивано-Франковской области Украины. Административный центр Угриновской общины, в состав которой входит также село Клузев.
Население по переписи 2001 года составляло 3227 человек. Занимает площадь 9,55 км². Почтовый индекс — 77423. Телефонный код — 03436.
Впервые упоминается в 1440 году.

## Известные люди
В селе родились украинский историк В. В. Идзьо и К. П. Стуй, бронзовый призёр чемпионата мира 2011 года в эстафетном беге 4×100 метров. Участница Олимпийских игр 2008 года, бронзовый призёр Олимпийских игр 2012 в эстафетном беге.